# グレース・ヴァンダーウォール
グレース・ヴァンダーウォール（Grace VanderWaal、2004年1月15日 - ）は、アメリカ合衆国の女性シンガーソングライター、ウクレレ奏者である。2016年、12歳で、NBCテレビのオーディション番組「アメリカズ・ゴット・タレント」第11シーズンの優勝を飾った。ニューヨーク州サファーン出身。

## 略歴
カンザス州カンザスシティで生まれる。その後、家族でニューヨーク州サファーンへ引っ越す。姉のオリビアとは親友という間柄。兄も1人いる。

グレースは3歳のころから、自分で歌を作って歌っていた。ブラジル出身の友だちが家に来てウクレレを弾いたのを聞き、気に入った為、誕生日にリクエストしたが買ってもらえず、自分で購入し、ウクレレ演奏を始める。ウクレレはYoutubeを見て学んだ。本格的に作詞作曲を始めたのは、この2〜3か月後という。

自宅から30分程離れたコーヒーショップ等で歌っていたことはあったが、アメリカズ・ゴット・タレントに出演するまで、学校のほとんどの友達はグレースが歌うことを知らなかった。

## アメリカズ・ゴット・タレント
2016年6月7日、「アメリカズ・ゴット・タレント」第11シーズンの予選に出演したグレースは、自身のオリジナル曲「I don't know my name」を自身のウクレレ伴奏で歌い、ゴールデンブザーを獲得する。ゴールデンブザーは、審査者が１シーズンで１度きりしか使えないボタンで、一気に準々決勝への進出が決定する。ゴールデンブザーを押したホーウィー・マンデルは、グレースが演奏前に「奇跡は起きるもの」と言ったのになぞらえ「君こそが生きる美しき歩く奇跡だ！」と絶賛。また同じく審査員のサイモン・コーウェルも「君は次のテイラー・スウィフトになる」「100%スター、彼女は特別だ」と称えた。

2016年8月23日の準々決勝では、オリジナル曲「Beautiful Thing」と題した、自身の姉についての歌を歌う。続く8月30日の準決勝では「Light the Sky」、9月13日の決勝で「Clay」を披露し全て審査員の絶賛を受け、視聴者の投票により優勝を飾った。

フィナーレでは予選で歌った「I don't know my name」を披露。フィナーレにゲスト出演したロックの歌姫スティーヴィー・ニックスは「グレースはトップになる」と称えた。

アメリカズ・ゴット・タレント第1シーズンにて、11歳の若さで優勝したビアンカ・ライアンに次ぐ2人目の女性勝者であり、年齢的にもビアンカ・ライアンに次ぐ12歳という若さでの優勝である。

優勝賞金100万ドルの一部は自分と姉オリビアのためのツリーハウスを作るのに使いたいという。噂を聞きつけたツリーハウスマスターからの協力の声がかかっている。

## アメリカズ・ゴット・タレント優勝後の活動

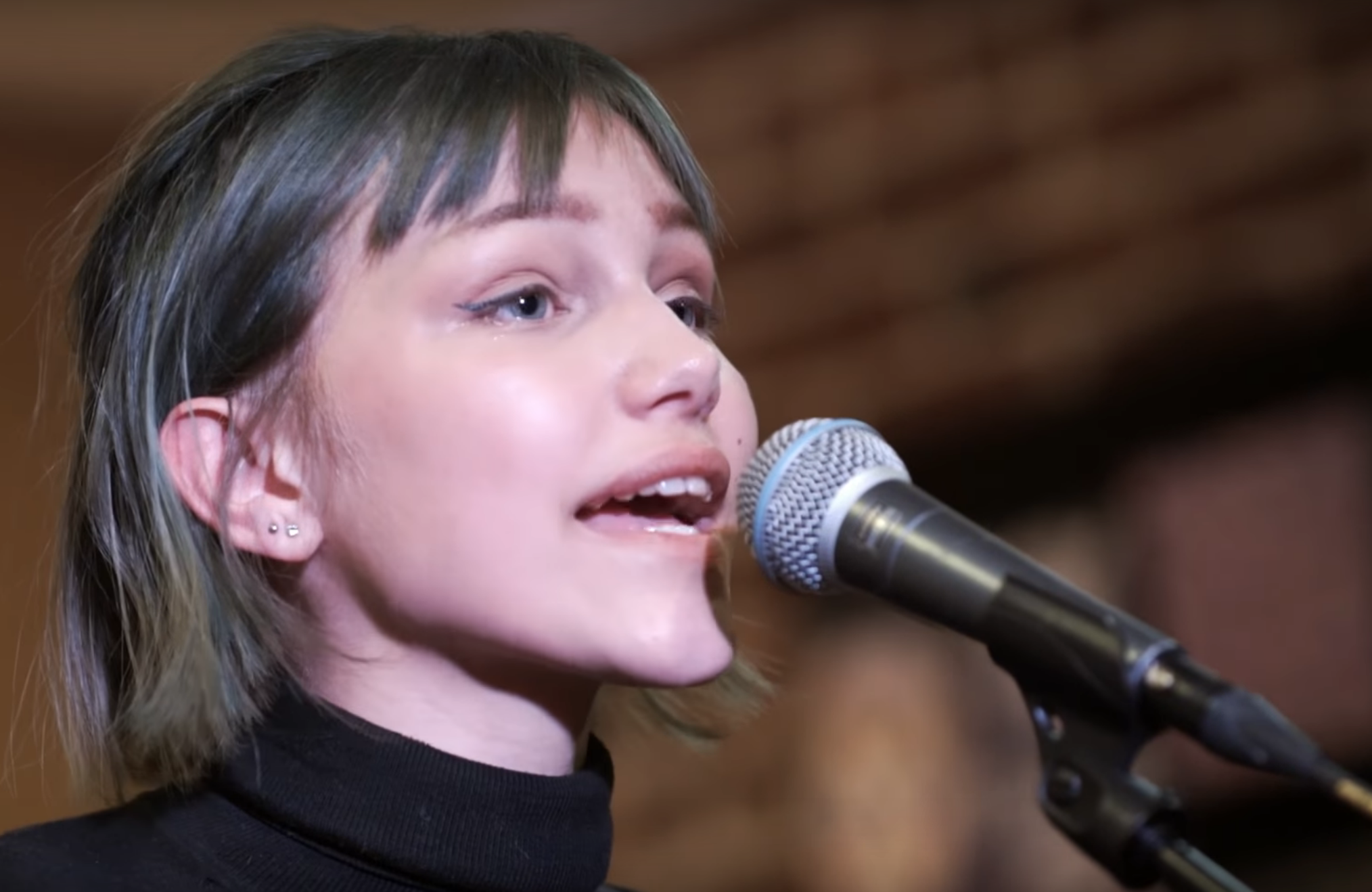
パフォーマンス中のヴァンダーウォール。2018年

2016年12月2日、デビューミニアルバム『パーフェクトリー・インパーフェクト』を発表。同アルバムは全米ビルボード・アルバムチャートにて、初登場9位を記録した。
2017年6月、初来日しファンを前に浴衣でパフォーマンスを行った。2017年は11月にも来日している。
2017年11月3日、ファースト・フルアルバム『ジャスト・ザ・ビギニング』を世界同時発売。
2019年12月25日、ミニアルバム『レターズ ヴォリューム１』を発表。
2020年3月13日、ディズニーの公式動画配信サービス「Disney+」で配信されたオリジナル映画『スターガール』にスターガール役で出演し女優デビューを果たした。
2021年3月、シングル「Don’t Assume What You Don’t Know」を発表。
2021年4月16日、シングル「Repeat」を発表。
2022年6月3日、ディズニーの公式動画配信サービス「Disney＋」で配信されたオリジナル映画『ハリウッド・スターガール』に出演。この映画は2020年に同配信サービスで公開された映画「スターガール」の続編にあたり、グレースは前作に引き続きヒロインのスターガール役を演じている。
2022年7月15日、シングル「Lion's Den」を発表。
2024年9月、フランシス・フォード・コッポラが脚本・監督した映画『メガロポリス』で、「ディープフェイクのセックススキャンダルに巻き込まれる処女のポップスター」ヴェスタ・スウィートウォーターを演じた。ヴァンダーウォールはこの映画のために2曲を書き、サウンドトラックで歌っている。
2025年4月、2枚目のフルアルバム『チャイルドスター』をリリースし、同年5月にはチャイルドスターツアーを開催した。

## 備考
- 「I don't know my name」を初めとした彼女の曲は、世界中のファンにカバーされYouTubeに公開されて人気を呼んでいる。
- 影響を受けたアーティストとしてケイティ・ペリー、ジェイソン・ムラーズ 、トゥエンティ・ワン・パイロッツ等がいる[21]。
- 彼女のおばが日本に住んでいたことがあり、おばが名付けた彼女の黒いポメラニアンの名前はKUROという。[4]
- 大阪限定のスターバックスのタンブラーを持っている。また、ツイッターでフォロワーにどの国行きたいか聞かれ、日本と答えている。[4]。2017年6月に初来日している[22]。
- 犬派であり猫は好きではないが、猫の格好は大好き。よく猫柄の服や猫耳姿を披露している。
- ビルボード・ウィメン・イン・ミュージック2017で、ライジング・スター賞を受賞。また、日本ゴールドディスク大賞2018では、ニュー・アーティスト・オブ・ザ・イヤーベスト・3・ニュー・アーティストを受賞。[23]